# Westerlund 1-237
Westerlund 1-237 oder W237 ist ein extremer Roter Überriese der Spektralklasse M3Ia. Mit einem geschätzten Durchmesser von 1245 Sonnenradien, einer Leuchtkraft von 234.000 L und einer effektiven Temperatur von 3.600 K ist er einer der größten bekannten Sterne. Er befindet sich im Sternhaufen Westerlund 1 im Sternbild Altar, wo er einer von insgesamt 4 bekannten roten Riesen ist (Westerlund 1-26, Westerlund 1-20, Westerlund 1-237, Westerlund 1-75). Westerlund 1-237 ist von einem elliptischen Radionebel umgeben, welcher von seiner Masse her dem von W20 und W26 ähnelt, und vergleichbar mit dem von VY Canis Majoris ist.